# Boris Chambon
Pour les articles homonymes, voir Chambon.
Boris Chambon, né à Avignon le 18 juin 1975, est un pilote de Supermotard français. Aujourd’hui retraité du sport deux roues. Il est devenu Champion du Monde dans la classe S2  en 2005 et vainqueur du supermoto des nations en 2012 avec l’équipe de France. Une fois le contrat avec l'équipe Kawasaki terminé, Boris Chambon signa un contrat de 2 ans chez TM (2008-2010). Mais le contrat se termina plus tôt, à la fin de l'année 2008. Par la suite Boris monta sa  propre équipe avec comme machine un Honda 450crf. La saison 2009-2010 avant de rejoindre le team Blot et finir officiellement sa carrière et consacrer son temps à sa vie de famille et reconversion professionnelle fin 2012 tout en participant à quelques épreuves de supermotard quand il en a l’occasion.

## Palmarès
- 1992 : 8e au Championnat de France Supermotard.
- 1993 : 7e au Championnat de France Supermotard.
- 1994 : 2e au Championnat de France Monobike.
- 1995 : 3e au Championnat de France Supermotard,       
  - 2e au Guidon d'Or de Paris.
- 1996 : Champion de France Supermotard Prestige.
- 1997 : Champion de France Supermotard 250/400,
  - 4e au Championnat de France Supermotard Prestige.
- 1998 : 2e au Championnat de France Supermotard Prestige,
  - 2e au Guidon d'Or de Paris,
  - 5e au Championnat d'Europe.
- 1999 : Champion d'Italie,      
  - 2e au Championnat de France Supermotard Prestige,
  - 2e Championnat de France Supermotard 250/400,
  - 5e au Championnat d'Europe Supermotard.
- 2000 : Double champion d'Italie,   
  - 3e au Championnat de France Supermotard 250/400,
  - 6e au Championnat de France Supermotard Prestige,
  - 3e au Championnat d'Europe Supermotard,
  - 31 victoires en tout.
  - Premier au Guidon d'Or de Paris Bercy
- 2001 : 2e au Championnat de France Prestige et 400/250
  - 2e au Championnat d'Europe
  - 2e au Guidon d'Or
- 2002 : 13e au Championnat de France
  - 6e au Championnat d'Europe
  - 15e au Championnat du Monde
  - 2e au Guidon d'Or
- 2003 : Champion de France 450 cm³ et 650 cm³
  - 2e au Championnat du Monde
  - 2e au Guidon d'Or
- 2004 : Champion de France  650 cm³
  - 2e au Championnat du Monde
  - 5e au Guidon d'Or
- 2005 : Champion du Monde classe S2
- 2006 : 5e au Championnat du Monde classe S2